# 普里西馬
普里西馬是哥倫比亞的城鎮，位於該國西北部，由科爾多瓦省負責管轄，始建於1777年，面積122平方公里，海拔高度11米，2005年人口14,655，人口密度每平方公里120.12人。
9°14′N 75°44′W / 9.233°N 75.733°W